# ویتاله د استفانو
ویتاله دِ استفانو (ایتالیایی: Vitale De Stefano؛ ۴ مه ۱۸۸۹ – ۹ فوریه ۱۹۵۹) بازیگر و کارگردان فیلم بود.
از فیلم‌هایی که وی در آن‌ها نقش داشته‌است، می‌توان به کابیریا اشاره نمود.